# Hanatul Kazah

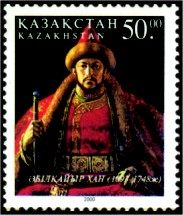
Timbru din Kazahstan dedicat lui.

Hanatul Kazah (în kazahă Қазақ Хандығы, Qazaq Handyǵy, قازاق حاندىعى) a fost un stat successor al Hoardei de Aur care a existat între secolele al XV-lea și al XIX-lea, aproximativ pe teritoriul actual al Republicii Kazahstan. La apogeu, hanatul domina teritorii ce se întindeau din Cumania răsăriteană (vestul Kazahstanului actual) până la o mare parte din Uzbekistan, Karakalpakstan și râul Sırdarïya și s-a confruntat în lupte până la Astrahan și în provincia Horasan, care astăzi fac parte din Rusia, respectiv Iran. Frecventele raiduri kazahe în teritoriile Rusiei, Asiei Centrale, și Siberiei de Vest (Bașkortostan) au adus Hanatului Kazah mulți sclavi. Hanatul a fost slăbit apoi de o serie de invazii ale oiraților⁠(d) și dzungarilor⁠(d). Acestea, împreună cu luptele ce au urmat, s-au soldat cu declinul și apoi destrămarea hanatului în trei Jüz-uri, care și-au pierdut treptat suveranitatea și au fost încorporate în Imperiul Rus. Înființarea lui este considerată astăzi începutul statalității kazahilor și în 2015 s-a sărbătorit aniversarea a 550 de ani de la eveniment.

## Istoria
Hanatul kazah a fost fondat în 1456-1465 de Janibek Han⁠(d) și Kerei Han⁠(d), pe malurile Jetsu („cele șapte râuri”) în sud-estul actualei Republici Kazahstan. Fondarea Hanatului Kazah este considerată a fi etnogeneza poporului kazah. Formarea Hanatului Kazah independent a început atunci când mai multe triburi sub conducerea sultanilor Janibek și Kerei s-au separat de Hanatul lui Abu'l-Hair Han. Sultanii și-au condus oamenii spre Mogolistan, în cele din urmă așezându-se într-un loc și înființând un stat independent. Noul Hanat a devenit în curând un stat tampon între mongoli și Hanatul lui Abu'l-Hair.
Din secolul al XVI-lea până la începutul secolului al XIX-lea, cele mai puternice popoare nomade au fost kazahii și oirații.

### Janibek Han și Kerei Han (1465-1480)
Deși atât Janibek Han⁠(d) cât și Kerei Han⁠(d) au fost considerați conducătorii fondatori ai Hanatului Kazah, Kerei Khan a fost cel care deținea la început cea mai mare putere. La moartea lui Kerei Han, în 1470, Janibek Han a devenit unic conducător. Primii ani ai Hanatului Kazah au fost marcați de luptele pentru controlul stepei împotriva conducătorului uzbec Muhammad Shayboniy⁠(d). În 1470, kazahii l-au învins pe Muhammad Shayboniy la Turkistan, obligându-i pe uzbeci să se retragă spre sud la Samarkand și Buhara.

### Buryndyq Han (1480-1511)
În 1480, fiul lui Kerei Han⁠(d), Buryndyq, a devenit han. În timpul domniei sale, kazahii au reușit să mobilizeze o armată de 50.000 de oameni și să învingă în mod repetat forțele lui Muhammad Shayboniy⁠(d) de-a lungul râului Sırdarïya.

### Qasym Han (1511-1521)
Manuscrisul „Tarih-Safavi”, scris în persană de către istorici persani, scria despre Kasim Han, conducătorul în Dasht-i-Kipceak. Manuscrisul descrie cum un o trupă de soldați kazahi l-a ajutat pe habyk Sheibani din Buhara să anexeze orașul iranian Horasan. Qasym Han a trimis opt mii de dzhigiți și Horasanul a fost cucerit.

### Extinderea Hanatul Kazah

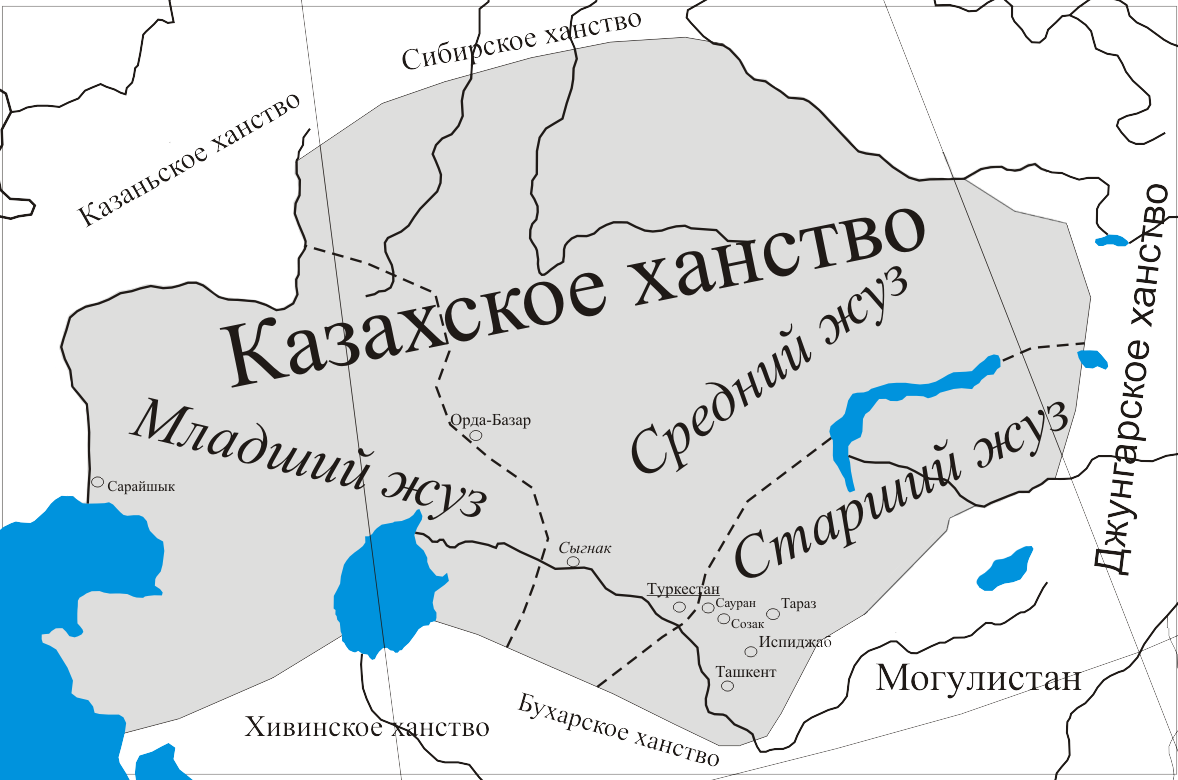
Expansiunea maximă a Hanatului Kazah.

În timpul domniei lui Qasym Han⁠(d), teritoriile Hanatului Kazah s-au extins considerabil. După cum scria Mirza Muhammad Haidar Dughlat⁠(d) mai târziu în Tarikh-i-Rashidi, „Qasym Khan a supus acum Dasht-i-Kipchak, așa cum nimeni afară de Jochi, a făcut vreodată înainte. Oastea lui avea mai mult de o mie de mii”. Qasym Han a instituit primul cod de legi kazah în 1520, numit „Қасым ханның қасқа жолы” (transliterat „Qasım xannıñ qasqa jolı” — „Drumul Luminos al lui Qasym Han”). Qasym Han și-a pecetluit înțelegerea cu conducătorul Timurid⁠(d) Babur, în special după căderea Shaybanizilor⁠(d), și astfel a câștigat aprecierea mogulilor și a populației din Samarkand.

### Mamash Han (1521-1523)
Manṣūr Han a condus o expediție împotriva kazahilor în 1521, ca răspuns la raidurile pe care aceștia le-au efectuat pornind din Sayram⁠(d) către Farghana. Ulterior, Sayramul a scăpat din mâinile uzbecilor și a intrat sub controlul kazahilor.

### Hak-Nazar Han (1537-1580)
Sub Hak-Nazar Han, cunoscut și ca Haq-Nazar Han sau Ak Nazar Han, Hanatul Kazah s-a confruntat cu concurență din mai multe direcții: Hoarda Nogailor în vest, Hanatul Sibirului în nord, Mogulistanul⁠(d) în est și Hanatul Buharei⁠(d) în sud. Inițial, Hak-Nazar Han i-a condus pe kazahi în două mari bătălii împotriva Hanatului Buhara⁠(d): la Tașkent, apoi împotriva conducătorului chagatailor⁠(d) Abdur Rashid Han⁠(d). În 1568, kazahii au reușit să învingă Hoarda Nogailor pe râul Emba și au ajuns la Astrahan, dar au fost respinși de către forțele rusești.

### Tauekel Han (1582-1598)
Tauekel Han a extins controlul Hanatului Kazah peste Tașkent, Fergana, Andijan și Samarkand. În 1598, forțele kazahe au s-au apropiat de Buhara și au asediat-o timp de 12 zile, dar după aceea conducătorul Buharei, Pir Muhammad și întăririle sub comanda fratelui său Baki-Muhammad i-au împins înapoi pe kazahi. În această bătălie, Tauekel Han a fost rănit, și a murit în timpul retragerii spre Tașkent.

### Esim Han (1598-1628)
După moartea lui Tauekel Han a urmat Esim Sultan, fiul lui Sheehan Han. Domnia lui a fost dată de următoare (a treia) întărire a Hanatului Kazah după Kasim Han și Hak-Nazar Han. Esim Han a mutat capitala hanatului la Sygnak în Turkestan și a suprimat revoltele karakalpakilor.
A urmat o perioadă de 15 ani de pace între Hanatul Kazah și Hanatul de Buhara.
Esim Han a făcut pace cu Hanatul de Buhara⁠(d) și a dat acestuia înapoi Samarkandul. Cu toate acestea, Buhara era încă nemulțumită de pierderea Tașkentului, ceea ce a condus la noi conflicte. Începând din 1607, Hanatul Buhara⁠(d) a intrat în mai multe lupte și în cele din urmă a recucerit Tașkentul.
Esim Han a unit armata kazahă și a început o campanie împotriva hanului din Tașkent Tursun Muhammad și a hanului din Buhara. În 1627, a învins inamicul. Esim Han a abolit Hanatul Tașkentului și războiul s-a sfârșit.

### Salqam-Jangir Han (1629–1680)
În timpul domniei lui Salqam-Jangir Han reign, s-a ivit un nou rival puternic al kazahilor la est, denumit Hanatul Dzunghar⁠(d). Dzungharii⁠(d) se convertiseră la budism Mahayana și Erdeni Batur⁠(d) al lor credea că poate reînființa imperiul lui Genghis Han din secolul al XIII-lea. Multe se schimbaseră însă din zilele Imperiului Mongol, iar kazahii, ca și kîrgîzii⁠(d) și tătarii, trecuseră aproape toți la islam sub autoritatea emirului null, care înființase și noi centre de putere, ca null și Buhara, care influențaseră formarea Hanatului Kazah.
În 1652, conducătorul dzunghar Erdeni Batur⁠(d) a încercat să elimine Hanatul Kazah și pe locuitorii săi; el a trimis peste 50.000 de războinici Dzungar people⁠(d) împotriva Hanatului Kazah, care a refuzat să i se supună. Stadiile incipiente ale Războaielor Kazaho-Dzunghare⁠(en)[traduceți] s-au desfășurat în Munții Altai și cele ulteruiare s-au purtat pe vastele stepe. Neputând opri avansul de dzungharilor, gaziii⁠(d) kazahi și conducătorul lor Salqam-Jangir Haau fost învinși. În anul 1680, Salqam-Jangir Han a murit în luptă, apărându-și oamenii împotriva dzungharilor.

## Dezintegrarea Hanatului și cucerirea rusească
Scăderea, dezintegrarea și cucerirea treptată a teritoriilor kazahe de către Imperiul Rus a început în mijlocul secolului al XVIII-lea și s-a încheiat în cea de-a doua parte a secolului al XIX-lea. De la mijlocul secolului al XVIII-lea, ca rezultat al unor conflicte armate de lungă durată cu dzungarii⁠(d) și oirații⁠(d), Hanatul Kazah a intrat în declin, și s-a destrămat în cele trei Jüze, care la început formaseră Hanatul Kazah într-o confederație.